# Alizarin žuto R
Alizarin žuto R je žuto obojena azo boja formirana reakcijom diazo kuplovanja. Obično se javlja kao natrijumova so. U svom čistom obliku on je prah boje rđe.

## Posebne osobine
Alizarin žuto R je pH indikator.